# Antarctic Impulsive Transient Antenna

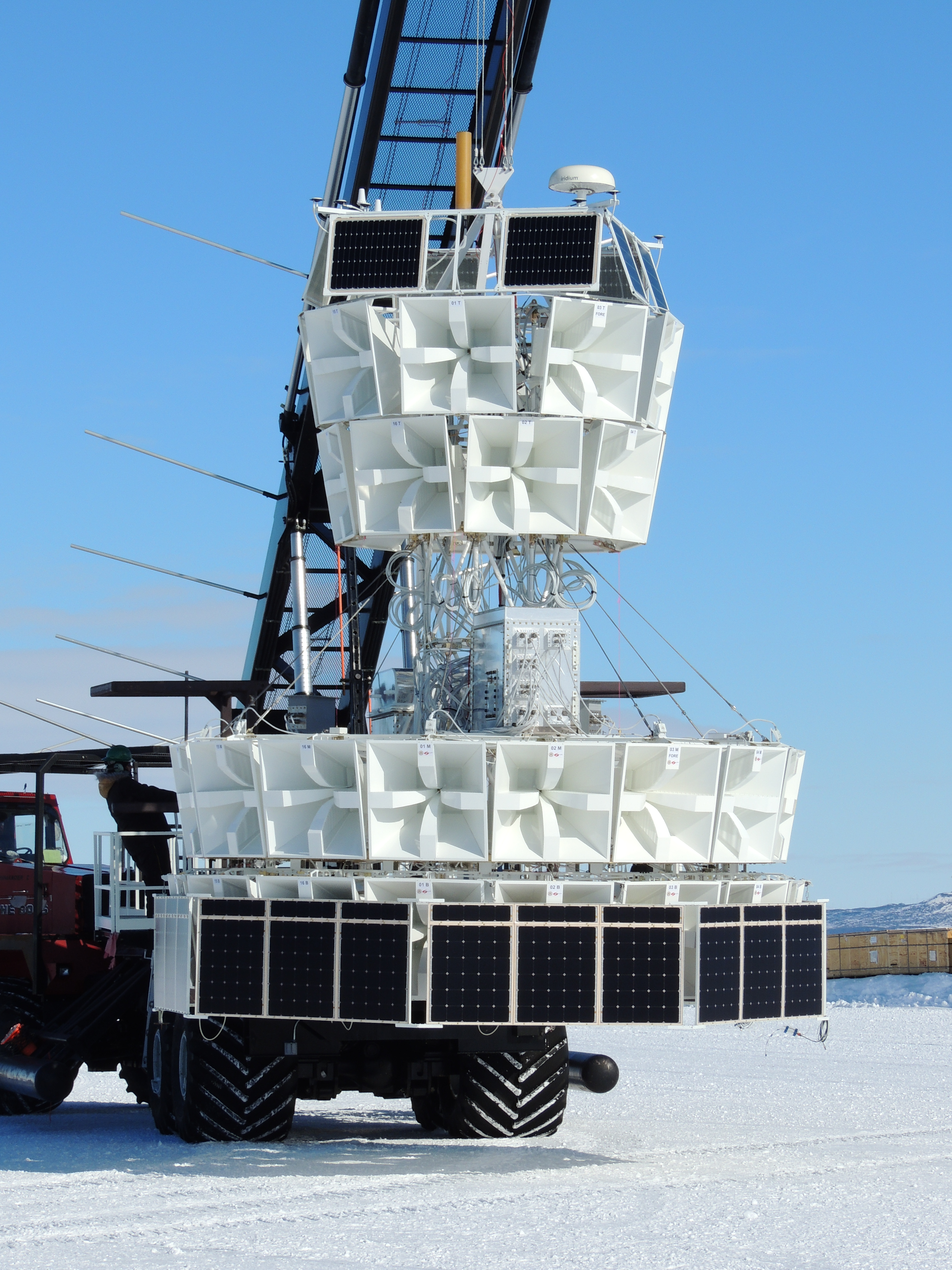
Das ANITA-IV Experiment in der Antarktis vor dem Start.

Das Antarctic Impulsive Transient Antenna (auch Antarctic Impulse Transient Antenna) oder ANITA-Experiment ist ein von der NASA finanziertes Experiment zur Untersuchung ultra-hochenergetischer kosmischer Neutrinos. Dazu werden die durch Wechselwirkungen der Neutrinos mit dem antarktischen Eisschild entstehenden Radioimpulse von an Heliumballons aufgehängten Radioantennen detektiert. Die Flughöhe des Ballons beträgt etwa 37 Kilometer.

## Geschichte
Bislang wurden vier Experimente durchgeführt. ANITA-I startete im Sommer 2006 von der McMurdo-Station in der Antarktis und sollte ungefähr 35 Tage mit den zirkumpolaren Winden über den Kontinent reisen. ANITA-II, ein modifiziertes Instrument mit 40 Antennen, wurde im Sommer 2008–2009 von der McMurdo Station gestartet. ANITA-III, von dem erwartet wurde, dass es die Empfindlichkeit um einen Faktor 5–10 erhöht, wurde im Dezember 2014 gestartet. ANITA-IV startete im Dezember 2016, mit einem leichteren Gesamtaufbau.

## Hintergrund
Die Neutrinos mit Energien in der Größenordnung von 1018 eV erzeugen aufgrund des Askaryan-Effekts Radioimpulse im antarktischen Eis, das ein riesiges Detektorvolumen von etwa 1,5 × 106 km3 Eis bietet. Da Neutrinos kaum eine Ablenkung auf ihrer Reise zur Erde erlangen, ist so ggfls. ein direkter Rückschluss auf die Quelle der ultrahochenergetischen kosmischen Strahlung (ultra-high-energy cosmic ray, UHECR) möglich.

## Mögliche Hinweise auf BSM-Teilchen
Aus dem Winkel der eintreffenden Strahlung kann auf die Bewegungsrichtung der ursprünglichen Teilchen geschlossen werden. Bei größeren Winkeln, also Zenit-Winkeln unterhalb des Horizonts der Antenne, wird davon ausgegangen, dass die Teilchen bzw. ihre Zerfallsprodukte das Erdinnere auf einer gewissen Strecke durchquert haben. Für Strecken größer 5700 km kommen Interpretationen in Frage, bei denen Zerfälle in BSM-Teilchen (Beyond Standard Model Particles; Elementarteilchen außerhalb des Standardmodells) mit anschließenden Zerfällen in Standardmodell-Teilchen einfacher sind als Interpretationen, die das Standardmodell nicht verlassen. Ähnliche Messergebnisse des IceCube-Detektors unterstützen die BSM-Interpretationen.
Am 28. Dezember 2006 und am 20. Dezember 2014 wurden Ereignisse mit Zenit-Winkeln von deutlich über 100° gemessen. Für diese Winkel müssen die ursprüngliche Teilchen bzw. ihre Zerfallsprodukte Strecken von bis zu 7210 km durch das Erdinnere zurückgelegt haben.